# Đelo Hadžiselimović
Đelo Hadžiselimović (Zagreb, 12. listopada 1950.), hrvatski novinar koji je većinu svojega radnoga vijeka proveo na Hrvatskoj radioteleviziji.

## Životopis
Rođen je u Zagrebu. Diplomirao je na Filozofskom fakultetu Sveučilišta u Zagrebu 1974. i stekao diplomu komparatista i profesora engleskog jezika. Iste godine počinje raditi na Televiziji Zagreb, kasnije HRT-u, u zabavnomu programu. Urednik zabavnog programa postao je 1981.
Najpoznatiji je po izboru dokumentarnih emisija. Izraz na kraju gotovo svakog dokumentarnog filma prikazanog na HRT-u - Odabrao Đelo Hadžiselimović postao je sinonim za kvalitetan televizijski program i postao je korišten u javnosti prilikom opisivanja dobrih izbora ili savršeni proizvod.
U mirovinu je otišao nakon 41 godine djelovanja na televiziji, u listopadu 2015.

## Vanjske poveznice
- Đelo Hadžiselimović na web stranici - Večernji.hr - (arhiva članaka)